# Rod Milburn
Rodney Milburn Jr. (ur. 18 marca 1950 w Opelousas w Luizjanie, zm. 11 listopada 1997 w Port Hudson w Luizjanie) – amerykański lekkoatleta płotkarz, mistrz olimpijski.
Specjalizował się w biegu na 110 metrów przez płotki. Zdominował tę konkurencję na początku lat 70. XX wieku ustanawiając lub wyrównując rekordy świata pięć razy do wyniku 13,24 s mierzonego elektronicznie (7 września 1972 w Monachium) i 13,1 s ręcznie (6 lipca 1973 w Zurychu). Był niepokonany w 1971; wygrał w tym roku bieg na 110 metrów przez płotki na igrzyskach panamerykańskich w Cali (przed Arnaldo Bristolem z Portoryko i Juanem Moralesem z Kuby), a także zdobył na tych igrzyskach brązowy medal w sztafecie 4 × 100 metrów. Został wybrany Lekkoatletą Roku Track & Field.
Zdobył złoty medal na igrzyskach olimpijskich w 1972 w Monachium przed Guyem Drutem z Francji i innym Amerykaninem Thomasem Hillem (w finale ustanowił wspomniany rekord świata 13,24 s). W 1973 pobił rekord na 120 jardów przez plotki (13,0 s). Po sezonie 1976 podpisał kontrakt zawodowy. Próbował zakwalifikować się na igrzyska olimpijskie w 1980 w Moskwie, ale nie odzyskał na czas statusu amatora. Startował wyczynowo do 1984.
Był mistrzem Stanów Zjednoczonych (AAU) w biegu na 120 jardów przez płotki w 1971 i w biegu na 110 metrów przez płotki w 1972 oraz halowym mistrzem USA w biegu na 60 jardów przez płotki w 1972 i 1973, a także akademickim mistrzem (NCAA) w biegu na 120 jardów przez płotki w 1971 i 1973.
Później trenował lekkoatletów w Southern University w Baton Rouge, ale wkrótce stracił tę pracę. Nie potrafił znaleźć innej i wkrótce wylądował w schronisku dla bezdomnych. Zmarł zatruty oparami chloranu sodu w fabryce papieru.